# طوماس مكغوين
طوماس فرانسيس مكغوين الثالث (بالإنجليزية: Thomas McGuane) (11 ديسمبر 1939) هو كاتب وروائي أمريكي، تتضمن أعماله عشر روايات وقصص خيالية قصيرة ونصوص سينمائية، بالإضافة إلى ثلاث مجموعات من المقالات المكرسة لحياته في الخلاء. هو عضو في الأكاديمية الأمريكية للفنون والآداب، وقاعة مشاهير أعضاء الرابطة الوطنية لرياضة الكاتينغ للخيول، وقاعة مشاهير صيد الأسماك بالصنارة.
أشارت روايات مكغوين المبكرة للتقدير الهزلي للمضمون اللاعقلاني للعديد من المساعي الإنسانية التي تتناول العديد من الثقافات المضادة في الستينيات والسبعينيات من القرن العشرين. عكست كتاباته اللاحقة تركيزًا متزايدًا على العلاقات الأسرية والعلاقات مع العالم الطبيعي في الغرب الأمريكي المتغير، مثل ولاية مونتانا حيث بنى منزله منذ عام 1968، ووضع فيه رواياته الخمس الأخيرة والعديد من مقالاته. يملك مكغوين ثلاثة أطفال (آني وماغي وطوماس).

## مهنة الكتابة
بعد فترة قصيرة من التحاقه بجامعة ولاية ميشيغان وكلية أوليفيت، تخرج مكغوين من جامعة ميشيغان وحصل على شهادة البكالوريوس في اللغة الإنجليزية في عام 1962، والتقى هناك بصديق حياته جيم هاريسون. درس الكتابة المسرحية والأدب الدرامي في مدرسة ييل للدراما حيث حصل على شهادة الماجستير في الفنون الجميلة في عام 1965. سمحت له زمالة والاس ستغنر بجامعة ستانفورد في العام الدراسي 1966-1967 بإنهاء روايته الأولى «النادي الرياضي» التي نُشرت في عام 1969.
بدأ مكغوين وزوجته الأولى، ريبيكا بورتيا كروكيت (حفيدة البطل الشعبي ديفي كروكيت) عند الانتهاء من زمالة ستنغر بتقسيم وقتهم بين مدينة ليفينغستون في ولاية مونتانا ومدينة كي ويست في ولاية فلوريدا. باع مكغوين حقوق نشر روايته «النادي الرياضي» لاقتباسها كعمل تلفزيوني، واشترى مزرعة في وادي بارادايس فالي في مونتانا. ظهرت روايته الثانية ذا بوشواكيد بيانو في عام 1971. قال الصحفي ياردلي جوناثان في صحيفة نيويورك تايمز عن مكغوين البالغ من العمر 31 عامًا إنه «موهبة لديها إمكانات فولكنر»، ووصفه الكاتب سول بيلو بأنه «نجم اللغة». فازت الرواية بجائزة روزنتال للأكاديمية الأمريكية ومعهد الفنون والآداب.
تُعد روايته الثالثة بعنوان «92 في الظل» (1973) من أشهر رواياته التي رُشِّحت لجائزة الكتاب الوطني.
تحطمت سيارته من نوع بورش إثر تعرضه لحادث بسبب الجليد على طريق تكساس السريع في عام 1973. لم يسبب الحادث في أضرار جسدية، ولكنه تسبب في عجزه عن الكلام لمدة ثلاثة أيام. غيّر تركيزه المهني إلى كتابة السيناريو المربحة في هوليوود بعد مروره بفترة إعادة تقييم لحياته المهنية.
دخل مكغوين مرحلة في حياته المهنية عُرف بها باسم «الكابتن بيرسيركو»، وكتب سيناريو فيلم رانشو ديلوكس (1973) الذي صوِّر في مدينة ليفينغستون، وفيلم ذا ميزوري بريكس (1976) من إخراج آرثر بن وبطولة جاك نيكلسون ومارلون براندو، والفيلم المقتبس الذي أخرجه بنفسه 92 إن ذا شايد (1975) من بطولة بيتر فوندا ووارن أوتس ومارغوت كيدر وهاري دين ستانتون.
تضمنت فترة أوائل السبعينيات العديد من الأحداث في حياته، فدخل بعلاقة غرامية مع الممثلة إليزابيث آشلي وطلّق زوجته الأولى بيكي (التي تزوجت لاحقًا من بيتر فوندا)، وتزوج مرة أخرى من مارغوت كيدر وأنجبا ابنتهما ماغي، وأعلن طلاقه الثاني، وحدث كل ذلك في أقل من سنة.[بحاجة لمصدر]
نشر مكغوين رواية لسيرة ذاتية بعنوان «باناما» في عام 1978، وهي روايته الأولى التي كتبها بصيغة المتكلم حتى رواية القيادة على الحافة (2010). قيل إن شخصية كاثرين هي تجسيد أدبي لزوجة مكغوين الثالثة، لوري بافيت، شقيقة جيمي بافيت أحد رفاق مكغوين من كي ويست. حظيت الرواية على مراجعات إيجابية في مجلة ذا نيو يوركر (النيويوركر) وصحيفة ذا فيليج فويس، ولكن انتقدها النقاد بلا رحمة ووصفوها بأنها رواية أنانية وشهادة على الموهبة الأدبية الضائعة، وذلك على الرغم من احتجاجات مكغوين، الذي اعتبرها أفضل روايته، لهذا الوصف.[بحاجة لمصدر]

## التعليم
تعلم في جامعة ستانفورد، وتعلم في جامعة ييل، وتعلم في جامعة ولاية ميشيغان، وتعلم في مجتمع كرانبروك التعليمي
.

## وصلات خارجية
- طوماس مكغوين على موقع IMDb (الإنجليزية)
- طوماس مكغوين على موقع الموسوعة البريطانية (الإنجليزية)
- طوماس مكغوين على موقع ميوزك برينز (الإنجليزية)
- طوماس مكغوين على موقع إن إن دي بي (الإنجليزية)
- طوماس مكغوين على موقع قاعدة بيانات الفيلم (الإنجليزية)

- طوماس مكغوين في قاعدة بيانات الأفلام على الإنترنت